# Бітіггайм-Біссінген
Бітіггайм-Біссінген (нім. Bietigheim-Bissingen) — місто в Німеччині, в землі Баден-Вюртемберг. Підпорядковується адміністративному округу Штутгарт. Входить до складу району Людвігсбург.
Площа — 31,29 км2. Населення становить 43 146 ос. (станом на 31 грудня 2020).

## Уродженці
- Курт Гаґер (1912—1998) — німецький політик.